# Allograpta nigripilosa
Allograpta nigripilosa är en tvåvingeart som först beskrevs av Hull 1944.  Allograpta nigripilosa ingår i släktet Allograpta och familjen blomflugor. Inga underarter finns listade i Catalogue of Life.